# Carpodacus edwardsii
Il carpodaco groppascura (Carpodacus edwardsii Verreaux, 1871) è un uccello passeriforme della famiglia dei Fringillidi.

## Etimologia
Il nome scientifico della specie, edwardsii, venne scelto in omaggio allo zoologo francese Henri Milne-Edwards.

## Descrizione

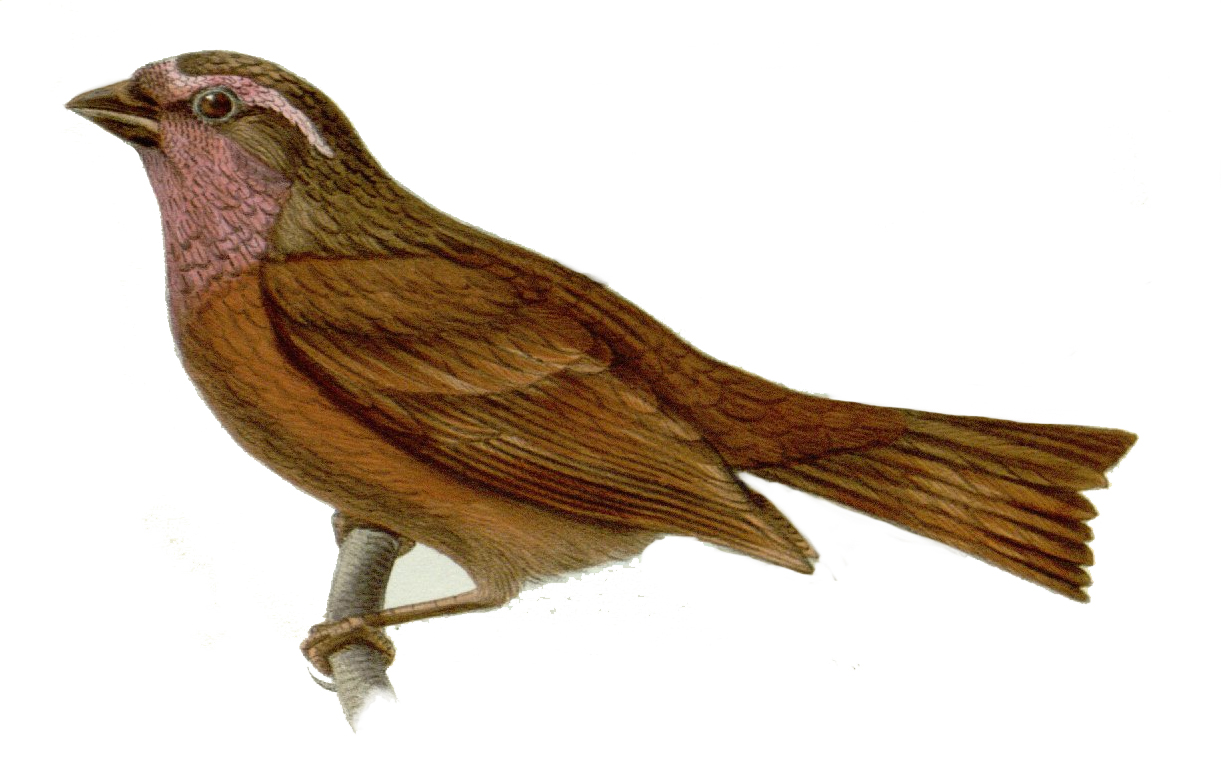
Illustrazione di maschio.

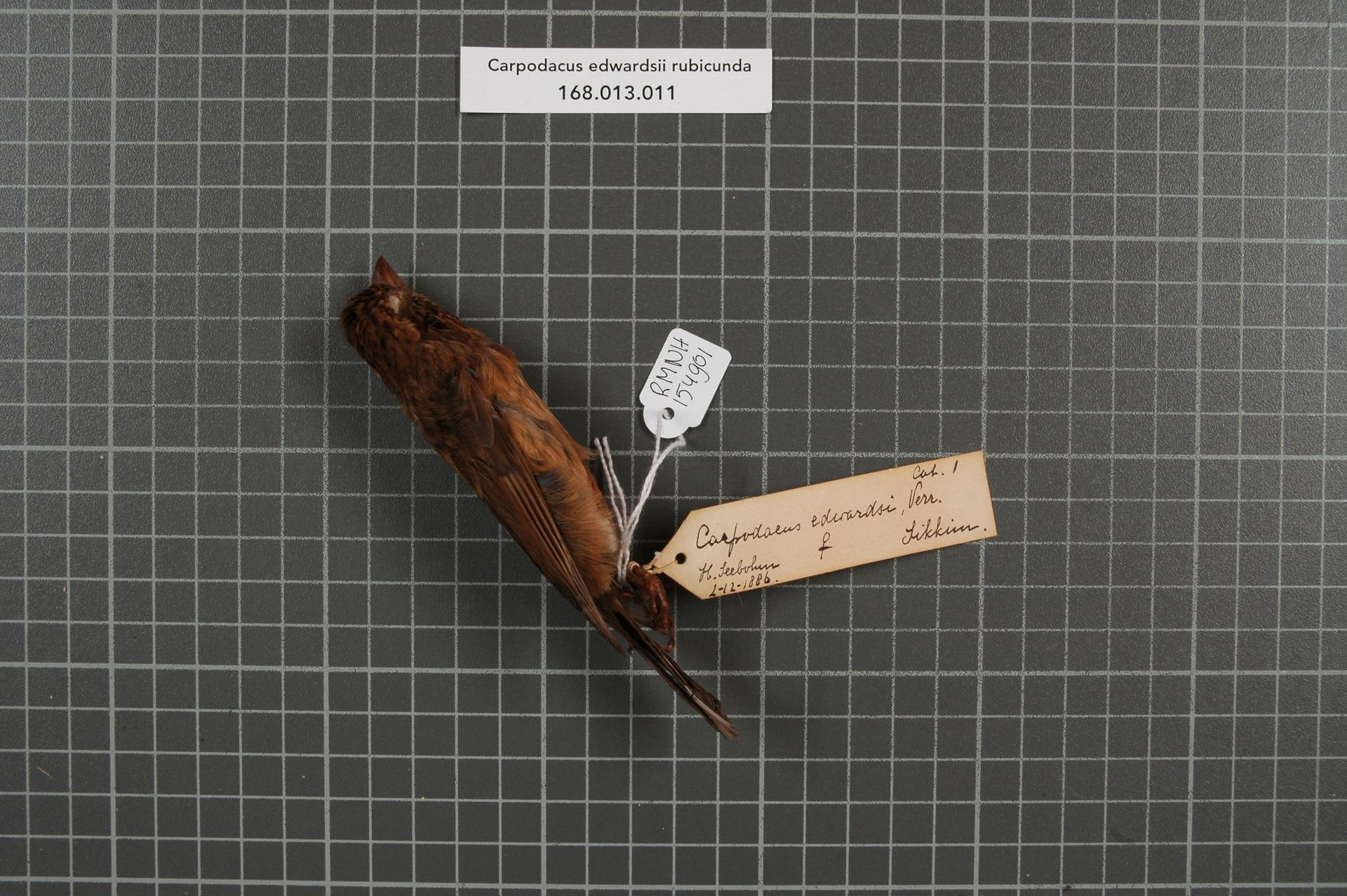
Femmina impagliata della sottospecie rubicundus.

### Dimensioni
Misura 16–17 cm di lunghezza, per 26,5 g (dato misurato finora su un singolo esemplare, di sesso femminile) di peso.

### Aspetto
Si tratta di uccelli dall'aspetto robusto, muniti di testa tondeggiante con grandi occhi e robusto becco conico, ali allungate e coda dalla punta lievemente forcuta.
Il dimorfismo sessuale è ben evidente: i maschi, infatti, presentano faccia, gola e petto di colore rosso scuro, con petto e ventre sfumati nel bruno-arancio, mentre fronte, vertice, nuca e tutta l'area dorsale (compreso il codione, che in molte specie di carpodacini è invece dello stesso colore rosso-rosato dell'area ventrale, caratteristica questa che frutta alla specie il suo nome comune) sono di colore bruno, con decise sfumature dello stesso colore anche sulle guance e sull'area fra i lati del becco e l'orecchio. Le femmine, invece, si presentano quasi interamente di colore bruno, più scuro dorsalmente e più chiaro ventralmente, con sfumature arancio su testa e ventre. In ambedue i sessi, gli occhi sono di colore bruno scuro, le zampe sono di colore carnicino e il becco è nerastro.

## Biologia
Si tratta di uccelli dalle abitudini diurne, ottimi volatori ma dai costumi perlopiù terricoli: essi passano infatti la maggior parte della giornata alla ricerca di cibo al suolo, in coppie o in piccoli gruppetti, tenendosi in contatto tra loro mediante note metalliche.

### Alimentazione
La dieta di questi uccelli è in massima parte granivora, comprendendo i semi perlopiù di piante erbacee rinvenuti al suolo, oltre a boccioli, bacche e frutti (principalmente mele selvatiche e rosa canina).

### Riproduzione
I dati riguardo alla riproduzione di questi uccelli sono piuttosto scarsi: si sa che essi nidificano fra giugno e agosto, e che i nidi vengono ubicati perlopiù fra i cespugli di rododendro. Tuttavia, si ha motivo di credere che l'evento riproduttivo ricalchi, per modalità e tempistica, quanto osservabile nelle specie affini.

## Distribuzione e habitat
Questa specie occupa un areale che comprende le pendici meridionali della catena dell'Himalaya e la Cina centro-meridionale. Il carpodaco groppascura è stanziale, tuttavia durante l'inverno questi uccelli tendono a scendere di quota per evitare l'eccessiva rigidità del clima.
L'habitat di questi uccelli è rappresentato dalle aree di foresta montana e subalpina, con presenza di denso sottobosco, a prevalenza di ginepro e rododendro.

## Sistematica
Se ne riconoscono due sottospecie:
- Carpodacus edwardsii edwardsii Verreaux, 1871 - la sottospecie nominale, diffusa dal Gansu meridionale al Sichuan centrale e allo Yunnan settentrionale;
- Carpodacus edwardsii rubicundus (Greenway, 1933) - diffusa dal Nepal centrale alla Birmania settentrionale attraverso Sikkim, Bhutan, Arunachal Pradesh e Tibet sud-orientale;